# Telesec
TeleSec ist eine eingetragene Marke des Konzerns Deutsche Telekom. Die Konzerneinheit T-Systems und Telekom Security GmbH bieten unter dieser Marke eine Reihe unterschiedlicher Produkte aus dem Bereich Sicherheit, insbesondere IT-Sicherheit an. TeleSec ist kein rechtlich selbständiges Unternehmen.

## Trust Center Services
Das Trustcenter der Deutschen Telekom ist eines der ältesten in Deutschland. Es wurde im Jahr 1994 gegründet und war das erste Trustcenter in Deutschland, das durch die damalige Regulierungsbehörde für Post und Telekommunikation entsprechend dem deutschen Signaturgesetz akkreditiert wurde. Im Jahr 2001 wurde das Trustcenter in die Konzerneinheit T-Systems verlagert. Heute bietet der Bereich Trust Center Services eine umfangreiche Palette unterschiedlicher Zertifikatsdienstleistungen und Identity-Managementlösungen an.